# Brucheville
Brucheville és un municipi francès situat al departament de la Manche i a la regió de Normandia. L'any 2007 tenia 149 habitants.

## Demografia

### Població
El 2007 la població de fet de Brucheville era de 149 persones. Hi havia 55 famílies de les quals 12 eren unipersonals (4 homes vivint sols i 8 dones vivint soles), 12 parelles sense fills, 23 parelles amb fills i 8 famílies monoparentals amb fills.
La població ha evolucionat segons el següent gràfic:
Habitants censats

### Habitatges
El 2007 hi havia 81 habitatges, 60 eren l'habitatge principal de la família, 18 eren segones residències i 4 estaven desocupats. 78 eren cases i 1 era un apartament. Dels 60 habitatges principals, 49 estaven ocupats pels seus propietaris, 7 estaven llogats i ocupats pels llogaters i 4 estaven cedits a títol gratuït; 4 tenien dues cambres, 6 en tenien tres, 13 en tenien quatre i 38 en tenien cinc o més. 60 habitatges disposaven pel capbaix d'una plaça de pàrquing. A 15 habitatges hi havia un automòbil i a 31 n'hi havia dos o més.

### Piràmide de població
La piràmide de població per edats i sexe el 2009 era:
| Homes | Edats   | Dones |
| ----- | ------- | ----- |
| 0     | 95 o +  | 0     |
| 0     | 90 a 94 | 0     |
| 0     | 85 a 89 | 0     |
| 4     | 80 a 84 | 4     |
| 12    | 75 a 79 | 16    |
| 0     | 70 a 74 | 0     |
| 0     | 65 a 69 | 0     |
| 0     | 60 a 64 | 4     |
| 0     | 55 a 59 | 0     |
| 4     | 50 a 54 | 8     |
| 4     | 45 a 49 | 4     |
| 4     | 40 a 44 | 0     |
| 12    | 35 a 39 | 4     |
| 4     | 30 a 34 | 16    |
| 0     | 25 a 29 | 0     |
| 4     | 20 a 24 | 0     |
| 8     | 15 a 19 | 4     |
| 12    | 10 a 14 | 8     |
| 4     | 5 a 9   | 8     |
| 4     | 0 a 4   | 8     |

## Economia
El 2007 la població en edat de treballar era de 93 persones, 70 eren actives i 23 eren inactives. De les 70 persones actives 65 estaven ocupades (38 homes i 27 dones) i 5 estaven aturades (1 home i 4 dones). De les 23 persones inactives 6 estaven jubilades, 11 estaven estudiant i 6 estaven classificades com a «altres inactius».

### Ingressos
El 2009 a Brucheville hi havia 57 unitats fiscals que integraven 137 persones, la mediana anual d'ingressos fiscals per persona era de 15.665 €.

### Activitats econòmiques
Dels 5 establiments que hi havia el 2007, 1 era d'una empresa de comerç i reparació d'automòbils, 1 d'una empresa de transport, 1 d'una empresa d'hostatgeria i restauració, 1 d'una empresa de serveis i 1 d'una empresa classificada com a «altres activitats de serveis».
L'any 2000 a Brucheville hi havia 18 explotacions agrícoles que ocupaven un total de 980 hectàrees.

## Poblacions més properes
El següent diagrama mostra les poblacions més properes.